# Wakkyanai (Z)
Singles de Cute
Ōkina Ai de Motenashite
(2006) Sakura Chirari
(2007)
 Wakkyanai (Z)  (わっきゃない(Z), "C'est facile" ; le "Z" se prononçant "zetto", ou "zi" pour un jeu de mots avec le terme anglais "easy") est le 4e single (indépendant) du groupe de J-pop Cute, sorti le 29 juillet 2006 au Japon sur un label indépendant lié à Up-Front Works, écrit et produit par Tsunku. Le single est édité en quantité limitée, et ne contient qu'un titre (et sa version instrumentale), qui figurera sur le 1er album du groupe, Cutie Queen Vol.1. C'est le dernier d'une série de quatre singles indépendants sortis en trois mois pour lancer le groupe. C'est aussi le dernier single avec Megumi Murakami qui quitte le groupe en octobre suivant, et donc le dernier avec la formation à huit membres.
Le prochain single sortira en "major" sur le label zetima.

## Membres
- Maimi Yajima
- Erika Umeda
- Saki Nakajima
- Airi Suzuki
- Chisato Okai
- Mai Hagiwara
- Megumi Murakami
- Kanna Arihara

## Titres
1. Wakkyanai (Z) (わっきゃない(Z)?)
2. Wakkyanai (Z) (instrumental) (わっきゃない(Z)...?)